# Gianni Pittella

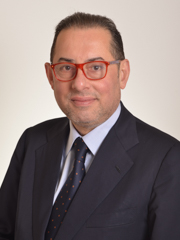
Gianni Pittella (2018)

Gianni Pittella (* 19. November 1958 in Lauria, Provinz Potenza) ist ein italienischer Politiker (PD). Er war von 1999 bis 2018 Mitglied des Europäischen Parlaments, 2009–14 einer der Vizepräsidenten des Europäischen Parlaments und 2014–18 Fraktionsvorsitzender der Progressiven Allianz der Sozialdemokraten (S&D). Seit 4. März 2018 ist er Mitglied des italienischen Senats.

## Leben
Pittella hat einen Universitätsabschluss in Humanmedizin. Spezialisiert hat sich Pittella dabei auf Gerichtsmedizin und Versicherungsmedizin.

## Politik
Gianni Pittella ist der Sohn des ehemaligen Senators Domenico Pittella. Sein jüngerer Bruder Marcello ist ebenfalls Politiker, seit 2013 ist er Regionalpräsident von Basilicata. 
Wie sein Vater war Gianni Pittella zunächst Mitglied der Partito Socialista Italiano (PSI) und Regionalsekretär der parteieigenen Jugendorganisation Giovani Socialisti. Von 1979 bis 1980 war Pittella Gemeinderatsmitglied. Anschließend wurde er Mitglied des Regionalrats der Basilicata und Referent für Bildung und Kultur sowie für das produzierende Gewerbe. Nach dem Zerfall der PSI im Jahr 1994 gehörte er der Kleinpartei Federazione Laburista an, die 1998 in den Democratici di Sinistra (DS; Linksdemokraten) aufging.

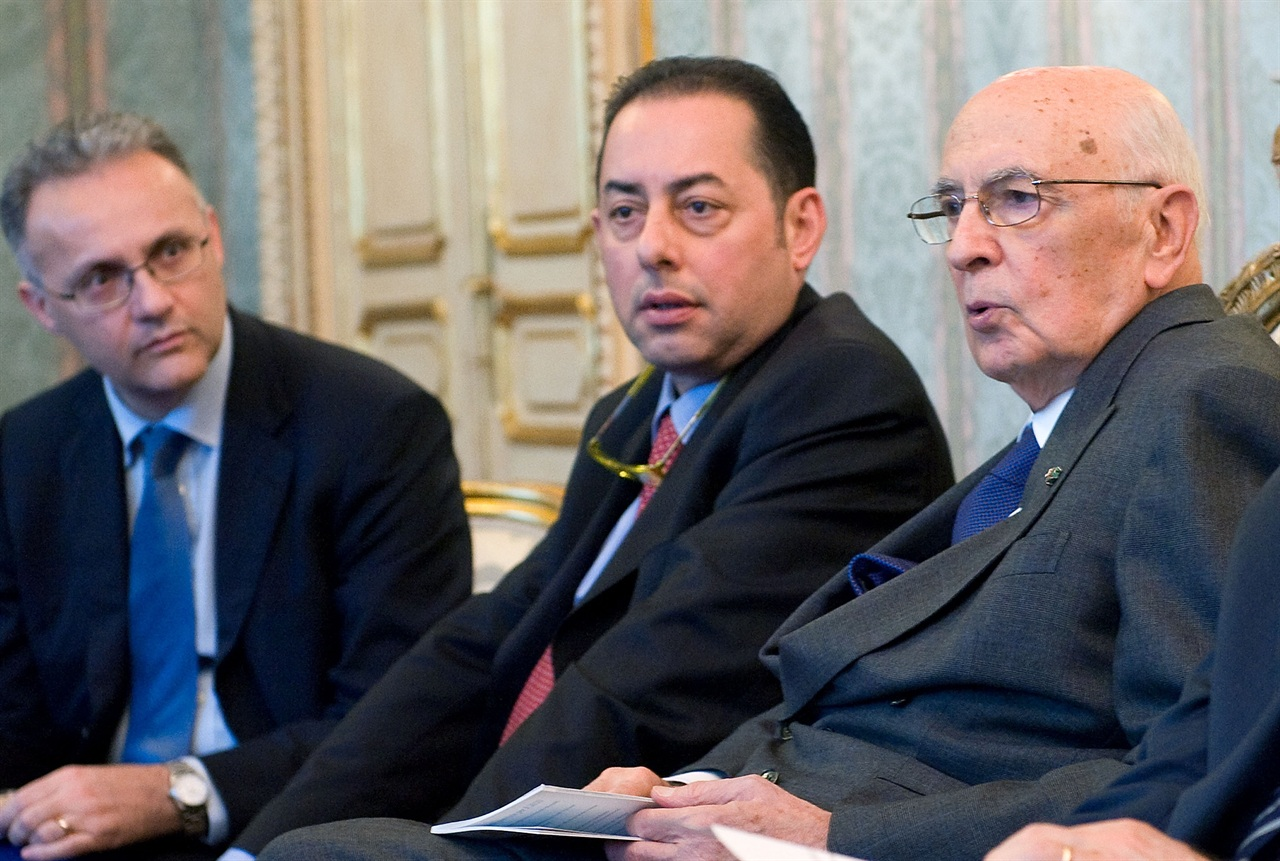
Pittella (Mitte) mit EP-Vizepräsident Mario Mauro und dem italienischen Staatspräsidenten Giorgio Napolitano (2010)

Ab 1999 war er Mitglied des Europäischen Parlaments für den Wahlkreis Süditalien, zunächst als Mitglied der DS, bis diese 2007 mit weiteren Mitte-links-Parteien zur Partito Democratico (PD) fusionierte. In seinen ersten beiden Legislaturperioden (1999–2009) war er Mitglied des Haushaltsausschusses, zudem von 1999 bis 2002 stellvertretender Vorsitzender der Delegationen in den parlamentarischen Ausschüssen für Zusammenarbeit für die Beziehungen zu Armenien, Aserbaidschan und Georgien. 
Von 2009 bis 2014 war er Vizepräsident des Europäischen Parlaments. Zudem gehörte er 2009–12 dem Ausschuss für Binnenmarkt und Verbraucherschutz an, 2012–14 dem Ausschuss für Kultur und Bildung an sowie 2009–14 der Delegation für die Beziehungen zu Albanien, Bosnien und Herzegowina, Serbien, Montenegro sowie Kosovo an. Vom 18. Juni bis 1. Juli 2014 übernahm er interimistisch das Amt des EU-Parlamentspräsidenten und folgte damit Martin Schulz. Als dieser erneut zum Parlamentspräsidenten gewählt wurde und dafür das Amt des Fraktionsvorsitzenden der S&D aufgab, wurde Pittella auch in diesem Amt Schulz’ Nachfolger. Bis zu seinem Ausscheiden aus dem Europäischen Parlament im März 2018 war er zudem Delegierter in der Parlamentarischen Versammlung Europa-Lateinamerika.
Bei den Parlamentswahlen in Italien 2018 wurde Pittella in den Senat gewählt und gab daraufhin sein Mandat im Europäischen Parlament ab. Für ihn rückte Giuseppe Ferrandino nach.

## Schriften (Auswahl)
- Eurodiario 1999-2000. Grafiche Boccia, Fuorni 2000 (zusammen mit Francesca Giacoia, Annalisa Gliubizzi und Vincenzo Policastro).
- Il Triangolo della ricchezza. Grafiche Martintype, Colonella 2003.
- Domani a Mezzogiorno. Guida, Neapel 2010, ISBN 978-88-6042-420-4.
- L'Europa Indispensabile. Donzelli, Rom 2004, ISBN 978-88-6036-318-3.